# Penkivkacultuur
De Penkivkacultuur (Oekraïens: Пеньківська культура, Penkivska koeltoera; Russisch: Пеньковская культура, Penkovskaja koeltoera; Engels: Penkovka culture) was een archeologische cultuur van de 5e tot de 8e eeuw op het grondgebied van het huidige Oekraïne en Moldavië.

## Verspreidingsgebied
De Penkivkacultuur spreidde zich van de Midden-Dnjepr langs de Soela, Sejm, Psel, Severski Donets en Oril naar de Midden-Dnjestr en de Midden-Proet. In de 6e eeuw breidde ze zich in het oosten uit voorbij de Dnjepr en in het westen tot aan de benedenloop van de Donau, waar ze wordt aangeduid als de Ipotești-Cândeșticultuur.
De cultuur is genoemd naar het dorp Penkivka in de oblast Vinnytsja. In Oekraïne zijn ongeveer 300 vondstplaatsen bekend. Versterkte grotere nederzettingen bestonden bij Pastyrske (mogelijk het politieke centrum; nabij Smila, oblast Tsjerkasy) en Seliște (arrondissement Orhei).
De Penkivkacultuur wordt in het oosten begrensd door de Saltovo-Majatskicultuur der Chazaren, in het noorden door de verwante Kolotsjincultuur en in het westen door de eveneens verwante Praag-Kortsjakcultuur.
De cultuur wordt meestal geassocieerd met het volk  der Anten.

## Ontstaan
De Penkivkacultuur ontstond in de 5e eeuw uit de Kievcultuur, sterk beïnvloed door de met de Goten geassocieerde Tsjernjachivcultuur en de vroege Bulgaren.

## Economie
In het levensonderhoud werd voorzien door landbouw en, deels nomadische, veeteelt. De metaalbewerking toonde invloeden van de Chazaren, de Kaukasus, zowel als Baltische, Byzantijnse, en Arabische. Een centrum van metaalbewerking werd gevonden bij Gajvoron aan de Zuidelijke Boeg.
Het handgevormde aardewerk had een grote overeenkomst met dat der Praag-Kortsjakcultuur. Ook aardewerk van de oostelijke Saltovo-Majatskicultuur was wijd verspreid; dit wordt aangeduid als Saltovo-Pastyrske-aardewerk.

## Nederzettingen
De nederzettingen bevonden zich langs rivierlopen en waren meest onbevestigd. Het oppervlak was meestal niet meer dan 2 of 3 ha. De dorpen bestonden uit maximaal 30 huizen, waarvan tegelijkertijd slechts 12-15 bewoond werden. Na enige tijd werden deze verlaten, en later weer bewoond.
De huizen waren ingegraven in de aarde (0,6-0,8m), meestal rechthoekig, zelden ovaal. De deuren waren naar het zuiden of het oosten gericht.
Er zijn twee versterkte locaties bekend, bij Seliște in  Moldavië en Pastyrske, bij Smila, Oblast Tsjerkasy. De laatstgenoemde is uitgebreid onderzocht, en toont twee woonlagen: een Scythische uit de 6e tot 4e eeuw v.Chr. en een vroeg-middeleeuwse van de 7e tot 8e eeuw AD. Over een oppervlakte van 25 ha omvatte het meerdere woningen zowel als plaatsen met ambachtelijke activiteiten. Het is voorgesteld dat Pastyrske een politiek centrum en de zetel van een territoriale heerser was.

## Begrafeniscultuur
In de bossteppe-gebieden waren er crematies. De begraafplaatsen bevonden zich in laaglanden en waren 0,5 tot 1 km van de nederzettingen verwijderd. De doden werden op de grafplaats verbrand en met of zonder urnen bijgezet. De grafgiften waren schaars, soms sieraden.
In de open steppezone waren er lichaamsbegrafenissen met rijkere grafgiften, zoals wapens en representatieve objecten. Dit kwam overeen met de gewoonten van de oostelijkere culturen (Chazaren, Alanen, Bulgaren, Utiguren). Het is dan ook niet duidelijk of deze daadwerkelijk aan de Penkivkacultuur kunnen worden toegerekend.

## Opvolgende culturen
De cultuur werd ten westen van de Dnjepr opgevolgd door de Loeka-Rajkycultuur, in het oosten door de Volyntsevocultuur.